# Gran Turismo 5
Gran Turismo 5 (w skrócie GT5) – komputerowa gra wyścigowa wyprodukowana przez japońskie studio Polyphony Digital oraz wydana przez Sony Computer Entertainment na konsolę PlayStation 3. Jest to piąta część serii gier komputerowych Gran Turismo, która została wydana 24 listopada 2010 roku w Ameryce Północnej i Europie oraz 25 listopada w Japonii. Gran Turismo 5 jest kontynuacją gry Gran Turismo 5 Prologue. Gra posiada tryb obrazu trójwymiarowego.

## Rozgrywka
Gran Turismo 5 jest następcą Gran Turismo 4, jak również pierwszą grą z serii Gran Turismo, w której jest dostępny tryb gry wieloosobowej poprzez Internet (do 16 osób). W Gran Turismo 5 dostępny jest widok z wnętrza w samochodach z kategorii Premium(od aktualizacji 2.0 dostępny jest także uproszczony widok z wnętrza samochodów z kategorii Standard). W celu dopracowania umiejscowienia kamery, twórcy tytułu postanowili jak najwierniej odwzorować deski rozdzielcze wszystkich występujących w grze samochodów – od kierownic, poprzez kontrolki, po prędkościomierze (do rozglądania się po kokpicie auta gracz będzie mógł użyć kamery PlayStation Eye). Natomiast drugą z nich są uszkodzenia pojazdu po spotkaniu się z przeszkodą, uszkodzeniom będzie podlegać układ kierowniczy oraz karoseria.
Licencje, World Rally Championship, NASCAR oraz Super GT po raz pierwszy są dostępne w grze z serii gier Gran Turismo.

### Nowe Funkcje
Gran Turismo 5 po raz pierwszy w serii Gran Turismo posiada widoczne uszkodzenia samochodu (jakość uszkodzeń jest zależna od klasy samochodu – Premium oraz Standard). Potwierdzono również możliwość zmiany pogody. Gran Turismo 5 jest również pierwszą grą z serii Gran Turismo, która będzie wspierać technologie 3D. Dzięki wielu prezentacjom gry wiadomo również, że po raz pierwszy w całej historii serii pojawi się opcja ścigania Go-Kartem. Kolejną nowinką są efekty wizualne takie jak kurz, ślady opon oraz ślady na trawie i piasku. Dodatkowo podczas 24-godzinnych wyścigów jest widoczna zmiana pory dnia na dzień lub noc (w Gran Turismo 4 nie dołączono tej funkcji).

### Pojazdy
Główny projektant gry, Kazunori Yamauchi zapowiedział, że jego celem jest wprowadzenie 1000 samochodów w najnowszym Gran Turismo, co byłoby symbolicznym kamieniem milowym w historii serii. Dokładna liczba pojazdów w grze na chwilę obecną wynosi 1031. Jednak z kolejnymi dodatkami DLC będzie powiększana. Lamborghini i Bugatti po raz pierwszy pojawią się w "nieprzenośnym" Gran Turismo. Potwierdzono również, że dostępny jest Mercedes-Benz SLS AMG, a także najnowsze auto Ferrari – 458 Italia i Chevrolet Corvette C7.

### Standard i Premium
Samochody w GT5 są podzielone na dwie kategorie: Standard oraz Premium. Standardowe pojazdy posiadają standardowe lampy i prosty model uszkodzeń, ponadto ich wnętrze jest "wyciemnione". Przed aktualizacją do wersji Spec 2.0, ta opcja nie jest możliwa, i samochody klasy Standard nie posiadają widoku z wnętrza samochodu. Samochody z klasy premium posiadają lampy z możliwością ustawiania świateł długich oraz mijania, dokładne wnętrza samochodów i dopracowany model uszkodzeń. Samochody premium posiadają również przednie wycieraczki, których można używać podczas jazdy w deszczu lub śniegu. Około 20% wszystkich samochodów jest obecnych w grupie Premium.

### Aktualizacje
Mimo iż Kazunori Yamauchi wyraził swoją niechęć do dalszego rozwoju gry po jej wydaniu, gra została zaktualizowana i powiększona kilka razy. Wiele aktualizacji usprawniło system gry wieloosobowej, wliczając w to restrykcje mocy oraz wagi aut. Aktualizacje systemu fizyki nie były nigdzie udokumentowane, jednakże, wielu graczy odczuło zmiany po zainstalowaniu aktualizacji. Inne aktualizacje wprowadziły nowe wyścigi, internetowego dealera, usunięcie zabronienia kopiowania save'ów i różne inne poprawki.

## Kontynuacja
Studio Polyphony Digital wydało kontynuację gry – Gran Turismo 6. Tytuł został wydany 6 grudnia 2013 roku. W roku 2022 4 marca została wydana kolejna część gry Gran Turismo 7.